# 馬込為助
馬込 為助（まごめ ためすけ）は明治時代の官吏。アメリカ合衆国に留学した後、文部省・兵庫県等で勤務した。

## 生涯
幕臣浦島亨の子として生まれ、縁戚の江戸名主馬込惟長の養子となった。
明治3年（1870年）閏10月大学に入学し、12月3日（1871年1月23日）駐米代理公使として赴任する森有礼、大学南校中助教矢田部良吉に同行し、同校生徒神田乃武とともにアメリカ合衆国へ自費留学した。当初華頂宮博経親王等が学ぶブルックリン工科大学（現・ニューヨーク大学タンドン工科学校）に入学したが、6月の学年終了後は在籍していない。1871年9月8日、ニューヨーク市で撮影した写真に「藤原惟親」と自署している。
1873年（明治6年）2月公使館附書記外山正一・名和道一が依願退職したため、代わって同職に採用された。10月に森が大使を辞任した際、書面で伝えられない要件を報告するため帰国した。
帰国後は文部省に出仕し、1874年（明治7年）金星の太陽面通過観測のためアメリカからジョージ・ダビッドソンが来日した際には同行者に選ばれ、10月1日から翌年1月15日まで長崎に出張した。1875年（明治8年）2月4日文部省を退職した。
1879年（明治12年）には兵庫県外務御用掛として神戸市にあり、5月東京の養父母に預けていた長男為一に馬込家の家督を継がせ、自身は廃嫡を受けた。その後浦島姓に復し、大阪府御用掛、巣鴨監獄職員を務めている。

## 家族
- 実父：浦島亨
  - 実兄：浦島健蔵[13]
静岡県士族[1]。
- 養父：馬込惟長
- 養母：亀（文化11年（1814年）11月14日 - 1880年（明治13年）9月18日[14]）
惟賢の末女[14]、惟徳の妹[15]。幼名は鶴[14]。
- 妻：みち[16]（? - 1880年（明治13年）[17]）
見千[16]、見知、美知[18]、道子[17]とも。
- 長男[16]：為一（1874年（明治7年）[19] - ?）
- 長女：みを[16]